# Fran Rico
Francisco Manuel ("Fran") Rico Castro (Portonovo, 3 augustus 1987) is een Spaans voormalig voetballer die doorgaans speelde als middenvelder. Tussen 2005 en 2019 speelde hij voor Pontevedra, Real Madrid B, Granada en Eibar.

## Clubcarrière
Rico speelde in de jeugd van Portonovo en Pontevedra. Bij die laatste club brak hij ook door en in drie seizoenen speelde hij meer dan zestig competitiewedstrijden. In 2008 maakte de middenvelder de overstap naar Real Madrid, waar hij zijn wedstrijden ging spelen in het tweede elftal. Tijdens zijn derde competitiewedstrijd daar, tegen Alfaro, raakte hij na acht minuten geblesseerd aan zijn voorste kruisband, waardoor hij de rest van het seizoen 2008/09 moest missen. In de twee seizoenen erna kwam Rico tot bijna vijftig optredens, waarin hij tienmaal doel trof. Drie jaar na zijn komst verliet de Spanjaar Madrid, toen hij tekende bij Granada, waar hij zijn handtekening zette onder een verbintenis voor de duur van vier seizoenen. Real dwong nog een optie tot terugkoop af. In april 2012 raakte Rico opnieuw geblesseerd aan zijn knie, wat hem de rest van het seizoen zou kosten. Door deze kwetsuur moest de middenvelder ook door het seizoen 2012/13 een streep zetten. In de drie seizoenen daarna was hij een vaste waarde in het eerste elftal van Granada. In februari 2015 werd zijn contract met vijf jaar verlengd, tot medio 2020. Rico werd in de zomer van 2016 voor de duur van twee seizoenen verhuurd aan Eibar. In de zomer van 2019 gingen Granada en Rico uit elkaar. Later die zomer zette hij een punt achter zijn carrière om toe te treden tot de technische staf van Eibar.

## Clubstatistieken
| Seizoen | Club          | Competitie         | Competitie | Competitie | Beker | Beker | Internationaal | Internationaal | Totaal | Totaal |
| Seizoen | Club          | Competitie         | Wed.       | Dlp.       | Wed.  | Dlp.  | Wed.           | Dlp.           | Wed.   | Dlp.   |
| ------- | ------------- | ------------------ | ---------- | ---------- | ----- | ----- | -------------- | -------------- | ------ | ------ |
| 2005/06 | Pontevedra    | Segunda División B | 3          | 1          | 0     | 0     | —              | —              | 3      | 1      |
| 2006/07 | Pontevedra    | Segunda División B | 24         | 1          | 0     | 0     | —              | —              | 24     | 1      |
| 2007/08 | Pontevedra    | Segunda División B | 36         | 1          | 3     | 0     | —              | —              | 39     | 1      |
| 2008/09 | Real Madrid B | Segunda División B | 13         | 1          | —     | —     | —              | —              | 17     | 0      |
| 2009/10 | Real Madrid B | Segunda División B | 18         | 4          | —     | —     | —              | —              | 18     | 4      |
| 2010/11 | Real Madrid B | Segunda División B | 31         | 6          | —     | —     | —              | —              | 31     | 6      |
| 2011/12 | Granada       | Primera División   | 19         | 2          | 1     | 0     | —              | —              | 20     | 2      |
| 2012/13 | Granada       | Primera División   | 0          | 0          | 0     | 0     | —              | —              | 0      | 0      |
| 2013/14 | Granada       | Primera División   | 32         | 2          | 1     | 0     | —              | —              | 33     | 2      |
| 2014/15 | Granada       | Primera División   | 31         | 3          | 1     | 0     | —              | —              | 32     | 1      |
| 2015/16 | Granada       | Primera División   | 28         | 2          | 3     | 1     | —              | —              | 31     | 3      |
| 2016/17 | → Eibar       | Primera División   | 17         | 2          | 5     | 0     | —              | —              | 22     | 2      |
| 2017/18 | → Eibar       | Primera División   | 0          | 0          | 0     | 0     | —              | —              | 0      | 0      |
| 2018/19 | Granada       | Segunda División A | 1          | 0          | 0     | 0     | —              | —              | 1      | 0      |
| Totaal  | Totaal        | Totaal             | 243        | 25         | 14    | 1     | 0              | 0              | 257    | 26     |